# Cụm thiên hà

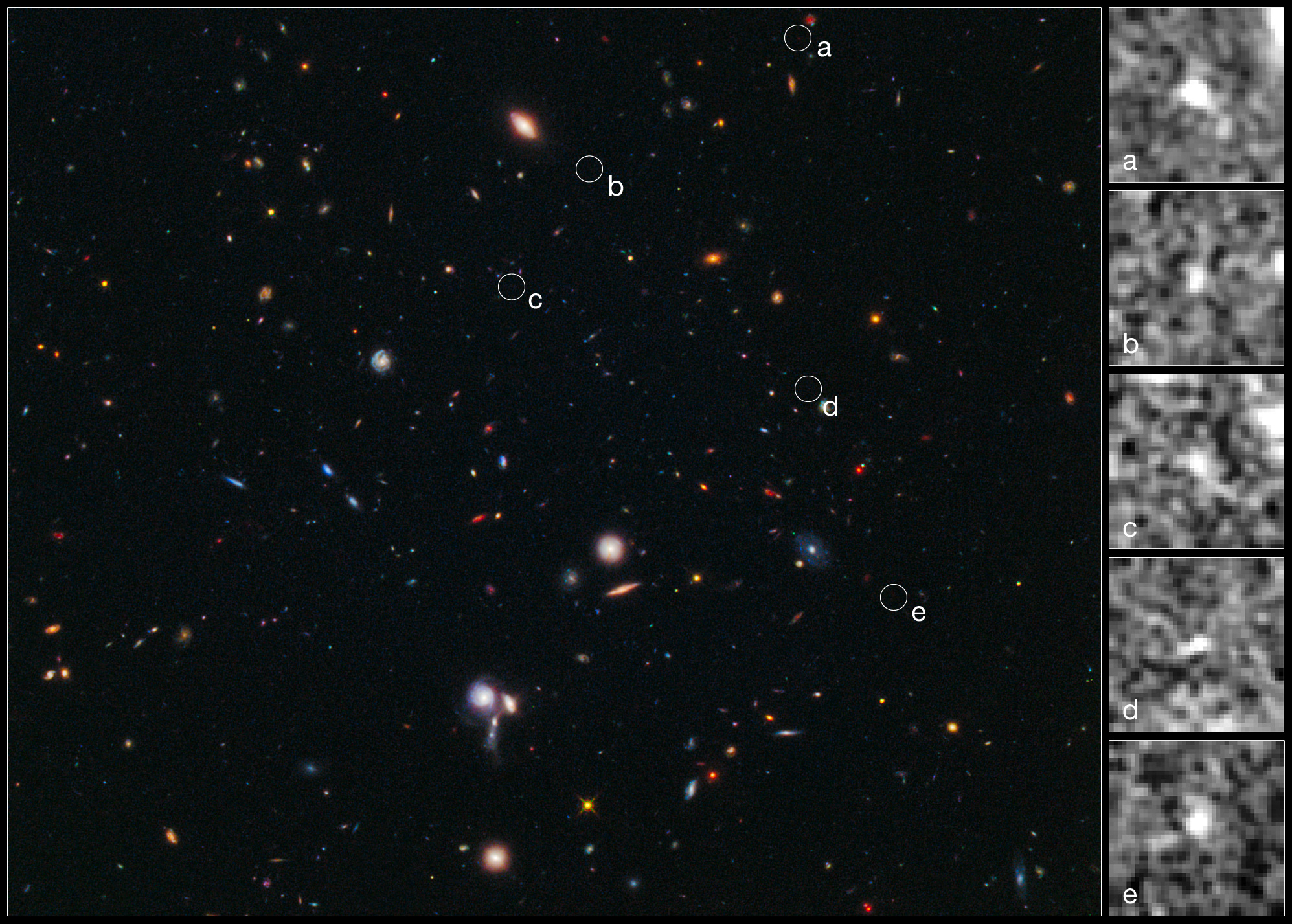
Hình ảnh tổng hợp của năm thiên hà tập hợp lại với nhau chỉ 600 triệu năm sau khi vũ trụ ra đời

Cụm Thiên Hà (tiếng Anh: Galaxy Cluster), hay còn được gọi là quần tụ thiên hà, là một sự tập hợp của nhiều thiên hà gần nhau dưới tác dụng của lực hấp dẫn. Chúng là cấu trúc liên kết hấp dẫn lớn nhất được biết đến trong vũ trụ và được cho là cấu trúc lớn nhất đã biết trong vũ trụ cho đến thập niên 1980, khi siêu cụm thiên hà được phát hiện. Kích thước của quần tụ thiên hà có thể từ 5.000.000 năm ánh sáng đến hàng tỷ năm ánh sáng. Khoảng cách trung bình giữa các thiên hà trong cùng một quần tụ thiên hà là khoảng 2.500.000 năm ánh sáng. Về cấu tạo, quần tụ thiên hà có nhiều thiên hà bầu dục ở trung tâm, xung quanh là các thiên hà xoắn ốc và thiên hà vô định hình. Quần tụ thiên hà của chúng ta có tên là quần tụ thiên hà Địa phương, gồm 3 thiên hà xoắn ốc là Ngân Hà, thiên hà Andromeda (thiên hà Tiên Nữ, M31), thiên hà M33, nhiều thiên hà bầu dục và các thiên hà vệ tinh (đám đại tinh vân Magellan và tiểu tinh vân Magellan là 2 thiên hà vệ tinh của Ngân Hà). Khoảng không giữa các thiên hà là tập hợp các đám bụi mây khí khổng lồ.
Đến lượt mình, các quần tụ thiên hà hợp lại thành những siêu thiên hà (đại thiên hà) gồm những quần tụ thiên hà gần nhau.
Những quần tụ thiên hà gần Nhóm Địa phương nhất là quần tụ Virgo chứa khoảng 1300 thiên hà, quần tụ Coma với hơn 1000 và quần tụ Hercules với khoảng 100 thành viên.

## Các đặc tính cơ bản

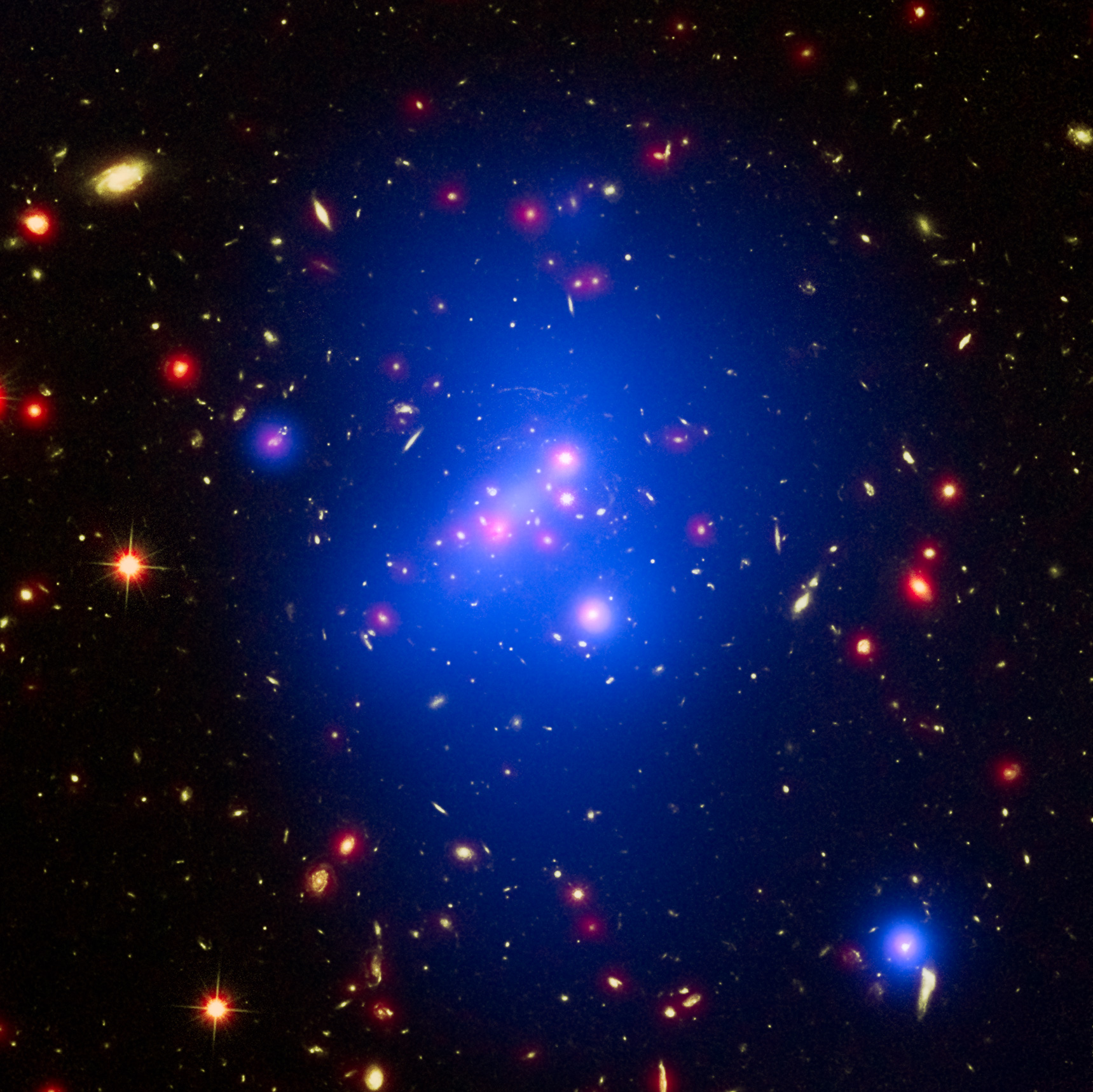
Cụm thiên hà IDCS J1426 nằm cách Trái đất 10 tỷ năm ánh sáng và có khối lượng gần 500 nghìn tỷ Mặt trời.

Các cụm thiên hà thường có các đặc tính sau:
- Chúng chứa 100 đến 1.000 thiên hà, phát ra khí tia X nóng và lượng lớn vật chất tối.[4] Chi tiết được mô tả trong mục "Thành phần".
- Sự phân bố của ba thành phần gần như giống nhau trong cụm.
- Chúng có tổng khối lượng là 1014 đến 1015 khối lượng mặt trời.
- Chúng thường có đường kính từ 1 đến 5 Mpc (xem 1023 m để so sánh khoảng cách).
- Sự lan truyền các vận tốc cho các thiên hà riêng lẻ là khoảng 800–1000 km/s.